# Chrysocharis cerris
Chrysocharis cerris är en stekelart som beskrevs av Erdös 1961. Chrysocharis cerris ingår i släktet Chrysocharis, och familjen finglanssteklar. Arten är reproducerande i Sverige.